# Antoine François de Fourcroy
Antoine François de Fourcroy (Paris, 15 de junho de 1755 – Paris, 16 de dezembro de 1809) foi um químico e político francês.
No âmbito da química, descobriu o fosfato de magnésio, desenvolveu estudos sobre a gelatina e albumina e também melhorou o processo de separação do estanho e cobre.
Como político, foi o ministro responsável pela criação do Muséum national d'histoire naturelle, pela reorganização do ensino superior assim como dos liceus e colégios.
Foi professor dos cursos de Mineralogia e Química de José Bonifácio de Andrada e Silva, enquanto esse estava de excursão científica na França em 1790. Também era amigo próximo de Antoine Lavoisier. 

## Obras
- Annales de Chimie (1789) (juntamente com Lavoisier e Berthollet)[2]
- Système des Coinnaissances Chimiques et de leurs applications aux phénomènes de la nature et de l'art (1801)[4]
- Leçons d' Histoire Naturelle e de Chimie[2]